# جيريمياه س. سوليفان
جيريمياه س. سوليفان (بالإنجليزية: Jeremiah C. Sullivan)‏ هو ضابط ومحامي أمريكي، ولد في 1 أكتوبر 1830 في ماديسون في الولايات المتحدة، وتوفي في 21 أكتوبر 1890 في أوكلاند في الولايات المتحدة.